# Seus de competicions dels Jocs Olímpics de Rio de Janeiro 2016

Mapa destacant les regions que rebran els esdeveniments.

La llista a continuació presenta les seus de les competències que seran usades en els Jocs Olímpics de Rio de Janeiro 2016. Els esdeveniments seran distribuïts en quatre diverses regions de Riu. Els únics esdeveniments realitzats fora de la ciutat seran les preliminars del futbol que se celebraran en São Paulo, Salvador, Bell Horitzó, Brasília i Manaus.

## Zona Barra
La majoria dels esdeveniments seran realitzats a la zona oest de la ciutat, a la regió de la Barra da Tijuca, que albergarà vint disciplines olímpiques i catorze paralímpiques, a més de l'International Broadcast Center, la Platja Olímpica, Vila de Mídia i la Vila Olímpica.
L'accés a aquesta zona es donarà per mitjà de la línia 4 (blava) del Metre de Rio de Janeiro i per les línies de BRT TransCarioca, TransOeste i TransOlímpica.
| Arena Carioca 1*                                    |  | bàsquet                                                           | bàsquet en cadira de rodes i rugbi en cadira de rodes |
| Arena Carioca 2*                                    |  | judo i taekwondo                                                  | judo i botxes                                         |
| Arena Carioca 3*                                    |  | lluita-lliure i lluita greco-romana                               | voleibol assegut                                      |
| Arena del Futur*                                    |  | handball                                                          | goalbal                                               |
| Centre Olímpic de Tennis*                           |  | tennis                                                            | tennis en cadira de rodes i futbol cinc               |
| Velòdrom Olímpic de Riu*                            |  | ciclisme de pista                                                 | ciclisme de pista                                     |
| Parc Aquàtic Maria Lenk*                            |  | salts i pol aquàtic                                               | -                                                     |
| Estadi Olímpic Aquàtic*                             |  | natació i natació sincronitzada                                   | Natació                                               |
| Arena Olímpica de Riu*                              |  | gimnàstica artística, ginástica olímpica i ginástica de trampolim | bàsquet en cadira de rodes                            |
| Camp Olímpic de Golf                                |  | golf                                                              | -                                                     |
| Riocentro - Pavelló 2                               |  | boxa                                                              | -                                                     |
| Riocentro - Pavelló 3                               |  | tennis de taula                                                   | tennis de taula                                       |
| Riocentro - Pavelló 4                               |  | bàdminton                                                         | -                                                     |
| Riocentro - Pavelló 6                               |  | halterofília                                                      | halterofília                                          |
| () Instal·lació localitzada al Parc Olímpic de Riu. |  |                                                                   |                                                       |

## Zona Deodor
Localitzada al bucòlic barri de Vila Militar, a la zona oest de Riu, acollirà dotze disciplines olímpiques i tres paralímpiques.
L'accés a la regió es donarà per mitjà del sistema de trens urbans de la SuperVia, a través del brancal Deodor i per la línia TransOlímpica del BRT.
| Centre Nacional d'Hípica                           |  | Hípica, ensinistrament d'hípica i salt hípic | hípica                     |
| Centre Nacional de Tir                             |  | tir esportiu olímpic                         | tir esportiu paralímpic    |
| Arena de Deodor                                    |  | bàsquet, esgrima, pentatlón modern           | esgrima en cadira de rodes |
| Centre Olímpic d'Hoquei                            |  | hoquei sobre herba                           |                            |
| Estadi de Deodor                                   |  | Rugbi 7                                      |                            |
| Parc Olímpic de Mountain Bike*                     |  | ciclisme, bicicleta tot terreny              | -                          |
| Estadi Olímpic de Canotatge Eslàlom*               |  | canotatge, eslàlom                           | -                          |
| Centre Olímpic de BMX*                             |  | ciclisme BMX                                 | -                          |
| () Instal·lació localitzada al Parc Radical de Riu |  |                                              |                            |

## Zona Maracaná
Localitzada als barris Maracaná i Engenho de Dentro, a la zona nord i al barri Ciudad Nueva, al centre. Rebrà sis disciplines olímpiques i dues paralímpiques,
L'accés a la regió es donarà per mitjà de les línies 1 (taronja) i 2 (verda) del Metre de Rio de Janeiro i pel sistema de trens de la SuperVia a través dels brancals Deodor, Japeri i Santa Cruz.
| Instal·lació                     | Imatge | Disciplines Olímpiques  | Disciplines Paralímpiques | Ref. |
| -------------------------------- | ------ | ----------------------- | ------------------------- | ---- |
| Estadi Nilton Santos             |        | atletisme i futbol      | atletisme paralímpic      |      |
| Estadi de Maracaná*              |        | futbol i cerimònies     | cerimònies                |      |
| Ginásio del Maracanãzinho        |        | voleibol                | -                         |      |
| Parc Aquàtic Júlio Delamare      |        | pol aquàtic             | -                         |      |
| Sambódromo de Marquês de Sapucaí |        | atletisme i tir amb arc | tir amb arc               |      |

## Zona Copacabana
La principal regió turística de la ciutat rebrà vuit disciplines olímpiques i sis paralímpiques amb instal·lacions als barris de Copacabana, Laguna i Flamengo, a la zona sud i Gloria al centre de la ciutat.
L'accés a la regió es donarà per mitjà de les línies 1 (taronja) i 4 (blava) (en construcció) del Metre de Rio de Janeiro.
| Instal·lació                | Perspectiva | Disciplines Olímpiques                              | Disciplines Paralímpiques | Ref. |
| --------------------------- | ----------- | --------------------------------------------------- | ------------------------- | ---- |
| Estadi de Rem de la Llacuna |             | Canotatge i rem                                     | Canotatge i rem           |      |
| Estadi de Copacabana        |             | Voleibol de platja                                  | -                         |      |
| Fuerte de Copacabana        |             | Natació en aigües obertes i triatló<meta /><meta /> | Triatló                   |      |
| Marina de la Gloria         |             | vela                                                | Vela                      |      |
| Parc del Flamengo           |             | Marxa atlètica i ciclisme<meta /> en ruta           | Marató i Ciclisme en ruta |      |

## Fora de Rio de Janeiro
Cinc ciutats escollides a partir de les seus de la Copa del Món FIFA de 2014, rebran les partides preliminars del futbol:
| Instal·lació                | Perspectiva | Localització      | Capacitat          | Ref. |
| --------------------------- | ----------- | ----------------- | ------------------ | ---- |
| Arena Font Nova             |             | Salvador de Bahía | 60 mil espectadors |      |
| Estadi Nacional de Brasília |             | Brasília          | 72 mil espectadors |      |
| Estadi Mineirão             |             | Bello Horizonte   | 64 mil espectadors |      |
| Arena Corinthians           |             | São Paulo         | 49 mil espectadors |      |
| Arena da Amazônia           |             | Manaus            | 44 mil espectadors |      |